# Postcommodity
Postcommodity (gegründet 2007 im Südwesten der Vereinigten Staaten) ist ein Künstlerkollektiv, bestehend aus Raven Chacon, Cristóbal Martínez und Kade L. Twist (* 1971). Postcommodity veröffentlicht Installationen, die oft mit Klang kombiniert sind.
Bekannt wurde 2015 die Land-Art-Installation Repellent Fence. Diese fast 3 km lange, temporäre Installation bestand aus 26 fixierten Ballons, die jeweils einen Durchmesser von 3 m hatten und 100 m über der Wüstenlandschaft zwischen den Bundesstaat Arizona und Mexiko schwebten. Das Video A Very Long Line (2016) wurde 2017 auf der Whitney Bienniale gezeigt. Die aufblasbare Skulptur Coyotaje war 2017 bei Art in General in New York zu sehen. The Ears Between Worlds Are Always Speaking (2017) wurde auf der documenta 14 installiert. Dafür setzt Postcommodity die Lautsprecher der akustischen Waffe Long Range Acoustic Device ein und konterkariert so den eigentlichen Verwendungszweck.